# Stupni Dó-i mészárlás
A Stupni Dó-i mészárlás egy tömeggyilkosság volt, amelyet a horvát erők bosnyák civilek ellen követtek el a horvát–bosnyák háború idején a Vareš községhez tartozó Stupni Do faluban. A mészárlást 1993. október 23-án követték el a Horvát Védelmi Tanács (HVO) „Apostoli” és „Maturice” nevű egységei, Ivica Rajić vezetésével, aki 2005 októberében bűnösnek vallotta magát az ICTY előtt háborús bűnök miatt. A horvát erők átvették az irányítást a falu felett, és az elfogott emberek nagy részét lemészárolták. A nőket, mielőtt megölték őket, megerőszakolták, és minden házat kifosztottak, mielőtt felgyújtották őket. A megerősített áldozatok száma legalább 37 volt.

## Háttér
A Herceg-Boszniai Horvát Közösség által végzett bosnyákok elleni Lašva-völgyi etnikai tisztogatás 1993 áprilisában tetőzött. Az etnikai tisztogatást ezután is folytatták, de nehézségekbe ütközött, mivel a bosnyák hadsereg elkezdte megtorolni a horvát támadásokat. A Tihomir Blaškić tábornok elleni ítéletben foglalt következtetés szerint semmi kétség nem fér hozzá, hogy a HVO által 1993 áprilisában és júniusában végrehajtott támadásokat nem katonai célok indokolták, hanem muszlim civileket és vagyonukat azért vették célba, hogy a muszlim polgári lakosság elmeneküljön, és gondoskodjanak arról, hogy ne is térjenek vissza. Ennek érdekében a HVO katonái főként a következőképpen jártak el: intenzív ágyúzással, gyilkosságokkal és erőszakkal terrorizálták a civileket; általában miután kifosztották őket, szisztematikusan felgyújtották és lerombolták otthonaikat és kegyhelyeiket; levágták az állatállományt és lefoglalták a mezőgazdasági tartalékkészleteket; letartóztatták és táborokban tartották fogva őket, majd végül muszlim civileket cseréltek ki horvát foglyokra vagy űztek ki a bosznia-hercegovinai hadsereg ellenőrzése alatt álló területek felé. Az etnikai tisztogatás Kiseljak községben Ivica Rajić parancsnoksága alatt nagyon brutális volt. Az ICTY törvényszéke megjegyzi, hogy a kiseljaki hatóságok hivatalos bizottságot hoztak létre, amely a civilek régióból való kiűzéséért volt felelős. Végül rámutat arra, hogy a településnek, amelyben az ellenségeskedések előtt 10 000 muszlim élt, csak 800 muszlim lakosa maradt.

Lanthier kapitány, a kanadai fegyveres erők egyik tisztje, aki 1993 áprilisa és novembere között szolgált az UNPROFOR-nál, az ellenségeskedések után számos falut látogathatott meg a Kiseljak enklávéban, s a következőket jegyezte fel:
|  | „ Ami a kiseljaki zónában történt, az etnikai tisztogatás volt, ahol szándékosan támadták meg a polgárokat, vagyis a muszlim származású állampolgárokat, és csak őket. A többiek érintetlenül maradtak. Nem a falvakat támadták meg, hanem kifejezetten a falvakban élő embereket. Ez volt az, ami lehetővé tette számomra, hogy erre a következtetésre jutottam. […] Szerintem - és még inkább utólag - egyértelmű volt, hogy a vitezi és a kiseljaki zónákban végrehajtott műveletek az ott élő muszlim lakosság etnikai tisztogatását jelentették, melyet katonai módszerrel hajtottak végre. Az alkalmazott taktika, a célterület és az általam már említett összes többi tényező világosan jelzi, hogy [a helyzet nem az volt], hogy egyik napról a másikra egy gazda úgy dönt, hogy kiirtja a szomszédait, hanem szisztematikus népirtás történt […] Ha megnézzük, mi történt Vitezben két nappal később, ez a dolog folytatódott a kiseljaki zónában, majd néhány nappal később Brezában, és a 302. dandárban azt mondták, hogy Vareš és Stupni Do vonatkozásában is ugyanezt készítik elő. Ez a dandár azt is mondta nekem, hogy fél Stupni Do miatt. A történelem később megmutatta, hogy ott is pontosan ugyanez történt. Tehát szisztematikus volt, szervezett volt, és semmi kétség nem volt afelől, hogy ez egy polgári lakosság elleni katonai művelet volt.” |
|  | |

## A júniusi ultimátum
1993 júniusában a vareši HVO ultimátumot intézett a Daštansko és Stupni Do falvakban élő boszniai muszlimokhoz, hogy adják át fegyvereiket. A Daštansko falubeliek átadták fegyvereiket, de Stupni Doban az ultimátum lejárta előtt a legtöbb falubeli támadástól tartva a szomszédos falvakban keresett menedéket, de néhány nap múlva hazatért. Tudva, hogy a boszniai hadsereg megtorolja, ha a HVO megtámadja Stupni Dot, a HVO visszavonta az ultimátumot, és a falubeliek megtarthatták fegyvereiket.

## Az 1993 októberi támadás
1993 októberére a vareši horvát erőket elszigetelték, és mozgási szabadságukat egyre korlátozták. A horvátok közép-boszniai vezetése aggodalmát fejezte ki Vareš miatt, mert attól tartott, hogy a nemzetközi tárgyalások során átadják a bosnyákoknak. A HVO 1992 júniusában vette át Vareš ellenőrzését, de mindig is elszigetelt volt, és a boszniai kormány által ellenőrzött területek vették körül. 1993. augusztus 23-án a vareši HVO vezetői átadták az ECMM megfigyelőinek annak a levélnek a másolatát, amelyet Franjo Tuđmannak, Mate Bobannak és Dario Kordićnak küldtek, melyben panaszkodtak Vareš tervezett, a genfi tárgyalásokon elhatározott jövője miatt, ahol azt javasolták, hogy a község kerüljön boszniai muszlim ellenőrzés alá.

### A támadó erők
1993. október 21-én, amíg Ivica Rajić és Milivoj Petković Kiseljakban tartózkodott, a vareši székhelyű Bobovac-dandár parancsnoka a bosnyák badseregnek a HVO katonai állásai ellen, Varešen végrehajtandó támadása esetére segítséget kért tőlük. Milivoj Petković utasította Ivica Rajićot, hogy vegye át a HVO erőit, és Vareš városában és a környéken vegye át az ellenőrzést. Ivica Rajić körülbelül kétszáz katonával, köztük a „Maturice” és „Apostoli” egységek parancsnokaival és katonáival, valamint a kiseljaki és kakanji HVO katonáival hagyta el Kiseljak városát. Ezek az erők áthaladtak a szerbek által ellenőrzött területen, és 1993. október 22-én elérték Vareš városát. A Kiseljakból Varešbe vezényelt horvát parancsnokok és katonák között volt Dominik Ilijašević, más néven Como (akit a Bosznia-Hercegovinai Bíróság később háborús bűnökért elítélt), Miroslav Anić, más néven Firga, Marinko Kepić, Marinko Ljoljo, Marinko Šunjić és Marinko Jurišić, más néven Špiro.
Az Ivica Rajić parancsnoksága alatt álló HVO-egységek, köztük a Maturice és a Ban Josip Jelačić dandár, már korábban is részt vettek Kiseljak község muszlim falvai elleni műveletekben, és számos bűncselekményt követtek el boszniai muszlimok elleni, beleértve a gyilkosságot, nemi erőszakot, házak lerombolását, önkényes letartóztatást és fizikai támadást. Ivica Rajić például tudta, hogy a Maturice parancsnokai és tagjai, köztük Miroslav Anić, más néven Firga boszniai muszlimokat csonkítottak meg, és a Kiseljak város közpiacán tették közszemlére a fejüket. Ugyanebben az időben Dominik Iljašević, más néven Como, autója antennájára erősített levágott muszlim füllel járta körbe Kiseljakot.
1993. október 23-án Slobodan Praljak, a HVO fővezérkarának vezetője utasította Ivica Rajićot és a többieket, hogy „...könyörületet nem tanúsítva rendezzék a vareši helyzetet. Keressenek olyan embereket, akik mind az időhöz, mind a feladathoz felnőnek.”. Ahogy Slobodan Praljak parancsát a helyi HVO parancsnokok és katonák megismerték, tovább fokozta a boszniai muszlimokkal szembeni erősen felfokozott és agresszív hozzáállást Vareš térségében. Ivica Rajić utasította az HVO erőit, köztük a kakanji katonákat (akik rendkívüli agressziót tanúsítottak a boszniai muszlim lakossággal szemben Varešben, és erős vágyat éreztek, hogy elpusztítsanak mindent, ami nem horvát), hogy támadják meg Stupni Dot és a Bogoš-hegyet, és tartóztassanak le és vessenek fogságba minden katonakorú muszlim férfit.

### A védők
Stupni Do egy falu Vareš városától körülbelül egy kilométerre délre, a dombok között, ami 1074 méter magasan feküdt, s ahova egy alagúton keresztül főút vezetett. A falu a Vareš felé vezető fő ellátási útvonal felett (egy völgy végében feküdt, körülötte hegyekkel) feküdt. A falu felett található Mir horvát falu. A háború előtt Stupni Do lakosai szinte mind boszniai muszlimok voltak (bár 1992-ben öt-hat szerb család távozott innen). Az összlakosság körülbelül 224 fő volt. A falu jelentősége 1993 októberében abban is rejlett, hogy a (HVO által ellenőrzött) Vareši zónában volt, közel a boszniai hadsereg és a szerb arcvonalhoz is. Az ECMM egyik tanúja szerint egy a harcoló felek közötti olyan pont volt, amely ideális a csempészethez, valamint az áruk és fegyverek cseréjéhez. A bosnyákoknak esélyük sem volt ellenállni a horvát támadásnak, mivel a helyi boszniai területvédelmi egység gyengén volt felszerelve, mindössze 40 puskával volt felfegyverkezve (melyet többnyire vadászathoz használtak), katonai kiképzés nélkül, a legtöbben civil ruhát viseltek. Ráadásul október 17-én ennek az egységnek hat tagját letartóztatták és őrizetbe vették. Stutt ezredes, egy kanadai tiszt és az ECMM tagja szerint Stupni Do védelme lazán szervezett volt; katonai felépítésnek, erődítménynek vagy tüzérségnek a jele nélkül. Hat bosnyák katona gyengén védte. A másik oldalon a „Maturice” és az „Apostoli” egységek is speciális céllal létrehozott egységek voltak, amelyeket nehéztüzérség is támogatott.

### A mészárlás
Stupni Doban a HVO parancsnokai és a katonák boszniai muszlim civileket kényszerítettek ki otthonaikból és búvóhelyeikről, értéktárgyaikat elrabolták tőlük, férfiakat, nőket és gyerekeket öltek meg szándékosan, valamint nőket bántalmaztak szexuálisan. Tizenkét falubelit egy fészerbe kényszerítettek, amelyet a HVO katonái felgyújtottak. A HVO Stupni Do elleni támadása legalább harminchét boszniai muszlim férfi, nő, idős és gyermek halálát okozta (közülük hatan harcosok voltak). 1993. október 23–24-én a falu nagy része teljesen vagy részben elpusztult.[1]
A támadás áldozatait tekintve bizonyítottan a következő gyilkosságok történtek: Három férfit és egy nőt végeztek ki agyonlőve vagy a torkukat elvágva; Az egyik nőt a HVO katonája bevitte egy házba, ahol kivégezték; Két idős nőt, akik közül az egyik rokkant volt, megégve találtak egy házban; Egy férfit miután nem volt hajlandó átadni a pénzét egy HVO katonának, többször is közelről meglőtték; Amikor egy csoport boszniai muszlim (egy férfi, kilenc nő és három gyerek) megpróbált elmenekülni, a férfit lelőtték (félig megégett holttestét később ugyanott találták meg, ahol lelőtték), két nőt és mindhárom gyermeket a házuk előtt gyilkolták meg; A HVO katonái elől menekülő fiatal nők közül hármat egy kis pincében találtak elbújva, és meggyilkolva; Ugyanannak a családnak hét tagját (két férfi, három nő és két 2 és 3 éves gyermek) találták meg búvóhelyükön, megégetve; Egy férfit, aki mindkét lábán súlyosan megsérült, bevittek egy házba, amelyet később az HVO katonái felgyújtottak; (A férfi megégett holttestét egy másik megégett holttesttel együtt később a házban találták meg.) Egy nőt bevittek egy szobába, meglőtték, majd a házat felgyújtották.
Két nemzetközi szemtanú tett tanúbizonyságot arról, hogy mit találtak a faluban a támadást követően. Az első, Rolf Weckesser, az ECMM megfigyelője volt, aki a támadást követő reggelen megpróbált eljutni a faluba, de azt találta, hogy a HVO elzárta az utat, és megtagadta a belépést: a katonák részegnek tűntek, és kiabáltak, és azt mondták: „Nekünk nem tetszik ez a munka, de meg kellett tennünk, és nem szeretjük a vezetőinket.” 1993. október 27-én a tanúnak végül az UNPROFOR (Nordbat) helyi zászlóaljának segítségével sikerült bejutnia Stupni Doba. A teljes pusztulást találta, ahol a házak még mindig parázslottak, és körülbelül 20 holttest égett össze a felismerhetetlenségig, ezek egy része gyerekek holtteste volt. A harcnak semmi jele nem volt.
Az „Apostoli” és a katonai rendőri egységek tagjait is magába foglaló HVO több mint 250 boszniai muszlim férfit gyűjtött össze Vareš városában, és vette őket őrizetbe az "Ivan Goran Kovačić" és a "Vladimir Nazor" iskolákban. A fent említett férfiak elfogása során az HVO parancsnokai és katonái behatoltak a házakba és testi-lelki bántalmazásnak vetették alá a jelenlévő lakosokat és személyeket, értékeiket pedig elrabolták. Az őrizetbe vett boszniai muszlim férfiakat a HVO katonái megverték és bántalmazták. 1993. október 23. és 1993. november 3. között Vareš városában a HVO parancsnokai és az Ivica Rajić irányítása alatt álló katonák muzulmán vagyont zsákmányoltak és tulajdonítottak el, elrabolták a muszlimok értéktárgyait, és szexuálisan bántalmaztak muszlim nőket.

## Eltussolási kísérletek
1993. október 23-án Ivica Rajić a következőket jelentette Dario Kordićnak, Milivoj Petkovićnak, Tihomir Blaškićnak és Mario Bradarának (Josip Jelačić bán dandár parancsnoka): „Elterveztem, és a délelőtti órákban támadást hajtottam végre Stupni Do és Bogoš ellen. [...] Vareš városa meg van tisztítva, és minden katonai korú muszlim megfigyelés alá van helyezve [...] Vareš mától horvát, és küzdeni fogunk azért, hogy ez így is maradjon – segítened kell nekem.”
1993. október 23-án este és 1993. október 26-án Ivica Rajić visszautasította az Egyesült Nemzetek Védelmi Erőinek (UNPROFOR) több kérését, hogy belépjenek Stupni Doba és Vareš város két helyi iskolájába, hogy kivizsgálják, mi történt ezeken a helyeken. Ivica Rajić, a HVO felettesei, köztük Milivoj Petković utasítására részt vett a Vareš városában és környékén, illetve Stupni Doban elkövetett bűncselekmények eltussolásában. Az eltussolás egy hamis nyomozást is tartalmazott, amelynek célja az volt, hogy eltitkolja az elkövetett bűncselekmények valódi természetét és mértékét. Ivica Rajić úgy írta alá a SIS által készített vizsgálati jelentéseket, hogy azok hamis információkat tartalmaztak. E leplezés részeként Milivoj Petković elrendelte Ivica Rajićnak, hogy változtassa nevét Viktor Andrićra. Valójában a HVO soha nem végzett jóhiszemű vizsgálatot a Vareš városában vagy Stupni Doban történtekkel kapcsolatban, és egyetlen HVO parancsnokot vagy katonát sem büntettek meg, vontak eljárás alá, vagy távolítottak el az ezeken a helyeken történtek miatt.

## Következmények
Ivica Rajić 1993. október 26-án hagyta el Vareš városát, Boro Malbašićot és Krešimir Božićot hagyva a parancsnokságon. 1993. november 1-jén a HVO Ivica Rajićot ezredessé léptette elő. 1993. december 27-én Ivica Rajić tájékoztatta a HVO hatóságait, köztük Milivoj Petkovićot, hogy a parancsnak megfelelően Viktor Andrićra változtatja meg a nevét. 1993. december 30-án egy akcióban, amelynek célja az volt, hogy jelezzék a nemzetközi közösség felé, hogy Ivica Rajićot a Varešben és Stupni Doban történtek miatt megbüntették és elmozdították a parancsnoki posztjáról, a HVO eltávolította "Ivica Rajićot" a parancsnokságról, és helyette Viktor Andrićot nevezték ki. Rajić azután hagyta el Boszniát, hogy nyomást gyakoroltak a horvát hatóságokra, hogy tartóztassák le a háborús bűnösöket. Egyes horvát intézmények segítségével 2003. április 5-ig Horvátországban bujkált, amikor végül letartóztatták. 2003. június 27-én és 2004. január 29-én ártatlannak vallotta magát minden vádpontban. 2005. október 26-án azonban bűnösnek vallotta magát a genfi egyezmények súlyos megsértésében. 2006. május 8-án 12 év börtönbüntetésre ítélték, majd 2007. április 13-án Spanyolországba szállították, hogy letöltse büntetésének hátralévő részét.
2010. november 1-jén Miroslav Anić, a Horvát Védelmi Tanács „Maturice” különleges célú osztagának egykori tagja, akit a kiseljaki Varešben elkövetett háborús bűnök elkövetésével és különösen a Stupni Do-i mészárlással gyanúsítottak, feladta magát a bosznia-hercegovinai hatóságoknak.

## Fordítás
- Ez a szócikk részben vagy egészben  a   Stupni Do massacre című angol Wikipédia-szócikk ezen változatának fordításán alapul.  Az eredeti cikk szerkesztőit annak laptörténete sorolja fel. Ez a jelzés csupán a megfogalmazás eredetét és a szerzői jogokat jelzi, nem szolgál a cikkben szereplő információk forrásmegjelöléseként.